# Juja Kubo
Juja Kubo (japonsko 久保 裕也), japonski nogometaš, * 24. december 1993.
Za japonsko reprezentanco je odigral 13 uradnih tekem in dosegel dva gola.